# Oesterreich (Schiff)

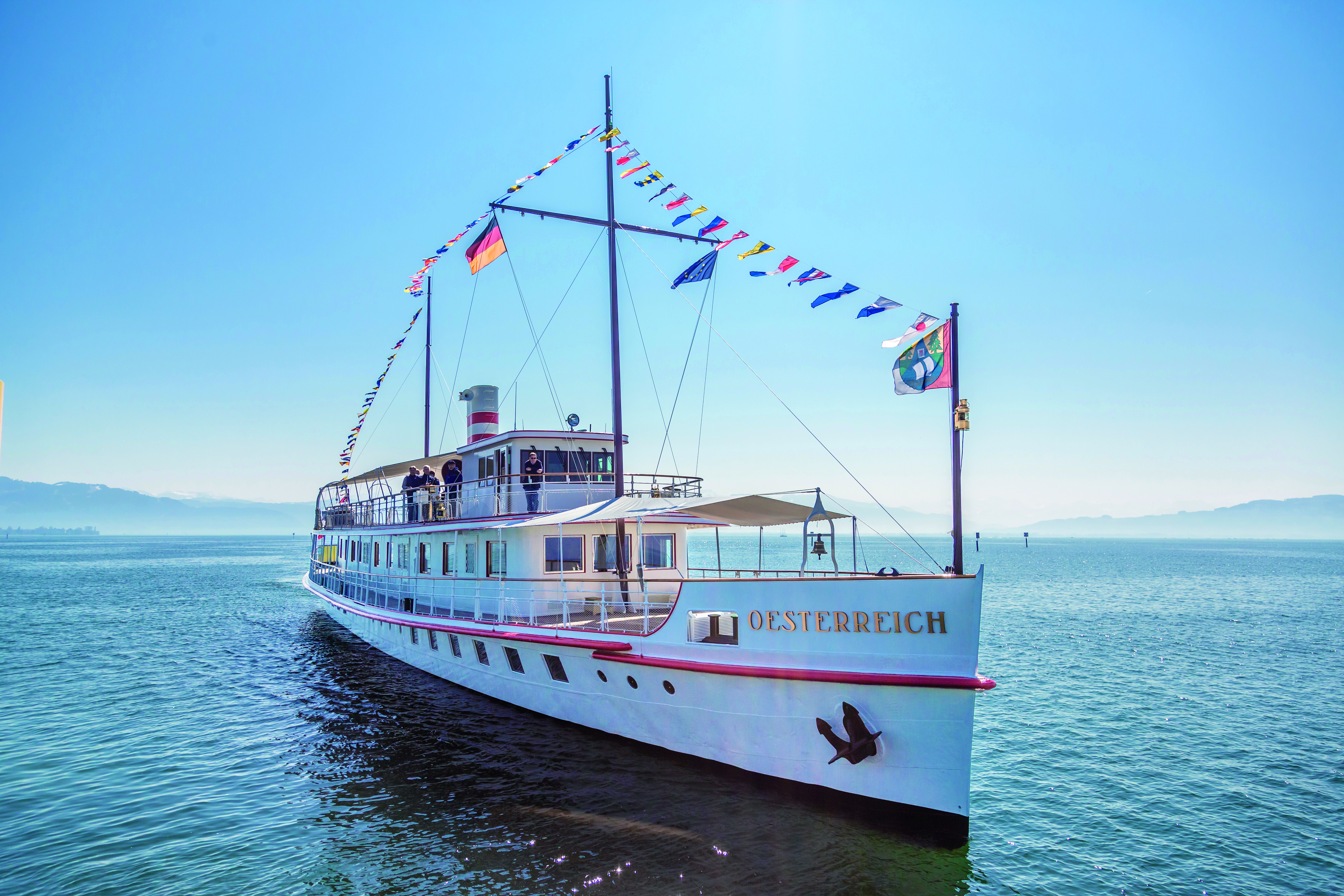
Von 2015 bis 2019 wurde das Schiff auf den Stand von 1928 zurückgebaut

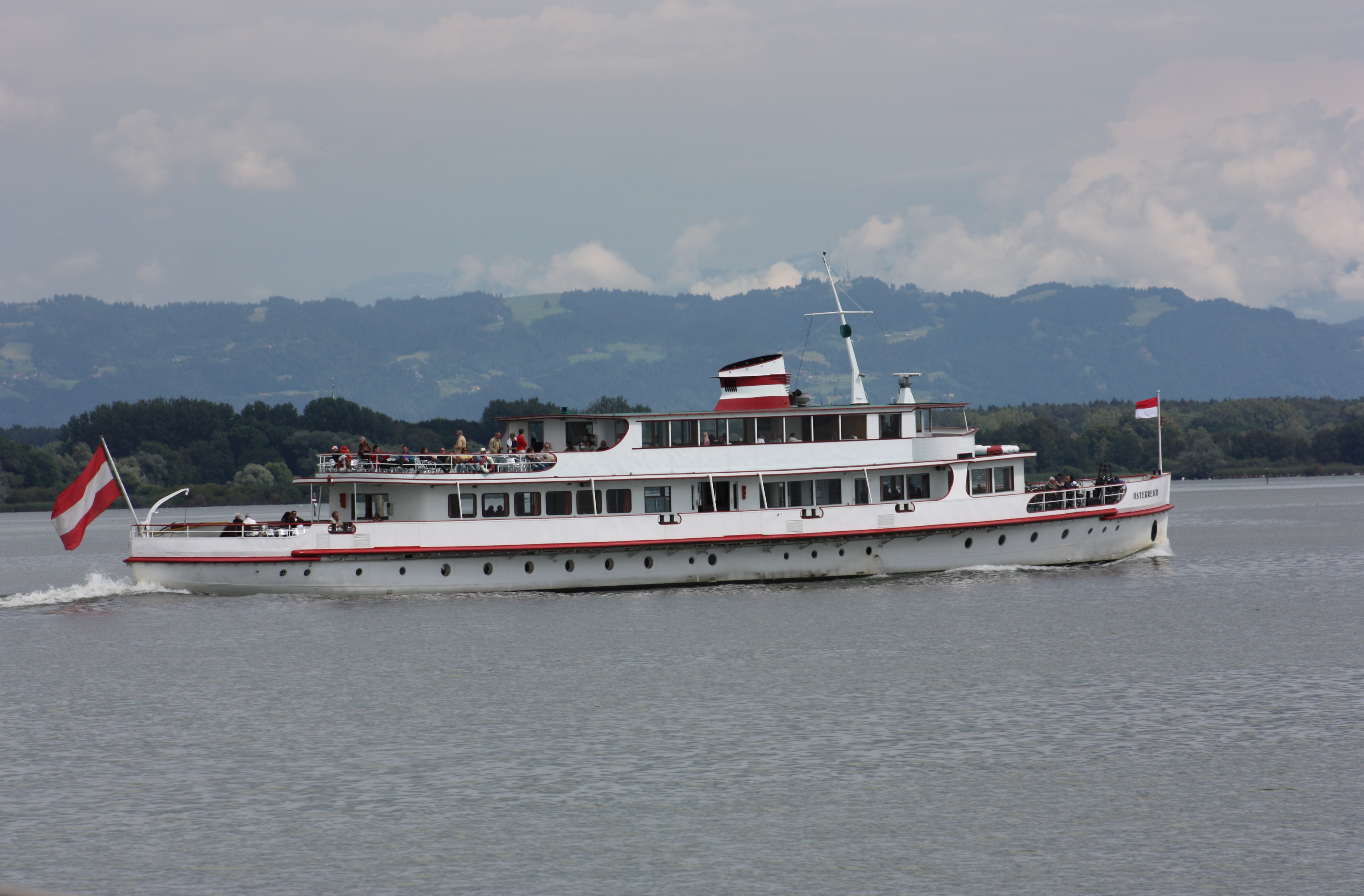
Die Österreich vor dem Rückbau im Linienverkehr der ÖBB vor dem Pfänder (2009)

Das Motorschiff Oesterreich ist ein Fahrgastschiff, das bis 2009 im Binnenschifffahrtspersonenverkehr auf dem Bodensee unter dem Namen Österreich im Einsatz der ÖBB war. Danach wurde es ausgemustert und von einem dazu gegründeten Förderverein generalsaniert. Seit 2016 trägt es als Museumsschiff wieder den ursprünglichen Namen „Oesterreich“ und wird für Ausflugs- und Charterfahrten genutzt.

## Geschichte
Das äußerst luxuriös im Stil des Art déco eingerichtete Schiff wurde in den 1920er Jahren in der Schiffswerft Korneuburg hergestellt, dort vorgefertigt und probeweise zusammengebaut. Anschließend wurde der wieder zerlegte Schiffsrumpf mit der Eisenbahn nach Bregenz transportiert und in einem Trockendock endgültig zusammengefügt. Die Aufbauarbeiten in Bregenz begannen am 20. Februar 1928. Im Frühjahr wurde der Rumpf vom Dampfschiff Bludenz nach Romanshorn (Schweiz) geschleppt, wo die Motoren eingebaut wurden. Nach der Rücküberstellung nach Bregenz erfolgte die Endmontage. Am 22. Juni 1928 wurde das Schiff ausgewassert. Am 29. Juli 1928 wurde das neue Motorschiff feierlich auf den Namen Oesterreich getauft und vom Abt des Klosters Mehrerau, Kassian Haid, geweiht. Die Oesterreich war das erste österreichische Bodensee-Passagierschiff mit Dieselmotor und Doppelschraubenantrieb. Sie fuhr unter österreichischer Flagge, ihr Heimathafen war Bregenz.
Die Innenausstattung im Art déco wurde von der renommierten Wiener Möbelfirma Portois & Fix hergestellt. Gemäß der Klassifizierung des Germanischen Lloyds galt die Oesterreich als unsinkbar.
Nach dem gewaltsamen Anschluss Österreichs an das Deutsche Reich lag die Oesterreich von 1938 bis 1945 in Lindau und wurde zunächst von der Deutschen Reichsbahn betrieben und 1941 durch die deutsche Kriegsmarine beschlagnahmt. Diese verwendete sie als Torpedo-Versuchsschiff und setzte sie, mit zwei Flak ausgerüstet, zur Luftabwehr vor Immenstaad ein. In den letzten Kriegstagen wurde das Schiff nach Bregenz verlegt und war Teil der kurzzeitigen Schiffs-Internierung in die Schweiz.
Nach Kriegsende wurde das Schiff in den Besitz der französischen Marine übergeben und weiter für den bisherigen Zweck verwendet. 1948 wurde es völlig heruntergekommen an die Österreichischen Bundesbahnen (ÖBB) übergeben, die es von 1951 bis 1953 generalüberholten und mit modernen Aufbauten dann unter dem Namen Österreich wieder in Dienst stellten. Seit der Inbetriebnahme bis ins Jahr 2006, mit der Unterbrechung von 1938 bis 1948, wurde das Schiff von den ÖBB betrieben. Seitdem gehörte es den Vorarlberg Lines-Bodenseeschifffahrt (VLB) und war das älteste Schiff der Flotte.
Die Österreich war auch das Motiv einer Briefmarke zum österreichischen Tag der Briefmarke 2009, gezeichnet M. Rosenfeld. Am weißen Rand des Briefmarkenbogens findet sich am rechten oberen Eck das Logo vöph, oben "Schiffspost in Österreich", rechts ein Rundstempel "Bregenz : Österr(.) Bodensee-Schiffahrt : 13(.) 9(.) (19)56 - 18 (Uhr), der Wert der Aufschlagsmarke beträgt 265 + 130 Cent.
Seit Herbst 2009 lag das Schiff überholungsbedürftig in der Werft Fußach, doch seitens der Eigentümer stand eine Entscheidung über seine Zukunft aus. Eine Initiative zur Rettung der Österreich wurde im Jahr 2010 gestartet. Ein dafür gegründeter Verein Freundeskreis Museumsschiff Österreich erwarb das Schiff Anfang des Jahres 2015. Die Zukunft des Schiffes blieb zunächst ungewiss. Dank zahlreicher Spenden konnte der Verein die Renovierung des Schiffes in einen annähernden ursprünglichen Zustand finanzieren.
Am 6. März 2019 kurz vor 14:00 Uhr verließ die Österreich den Fussacher Hafen nach der erfolgreichen Renovierung zur ersten Probefahrt. Am 18. April 2019 erfolgte im Rahmen einer Pressekonferenz die neuerliche Schiffstaufe durch Bischof Benno Elbs und die offizielle Jungfernfahrt nach dem Um- und Rückbau. Die Oesterreich ist für Personen mit eingeschränkter Mobilität nur beschränkt nutzbar, die Mitnahme von Fahrrädern und Hunden ist nicht möglich. Stöckelschuhe sind auf dem Schiff nicht gestattet.

## Technische Daten
Der Um- und Rückbau ab 2015 nahm 33 Monate in Anspruch (reine Bauzeit). Vom gesamten Originalschiff aus dem Jahr 1928 sind noch der Rumpf sowie die Antriebswellen und deren Lager erhalten. Die meisten Teile mussten zwischenzeitlich ausgetauscht werden. Ursprünglich hatte die Oesterreich zwei umsteuerbare U-Boot-Dieselmotore der Grazer Waggonfabrik mit 143 dm3 Hubraum, die eine Leistung von 270 PS (199 kW) bei 300/min hatten. Diese wurden später durch zwei SGP-Dieselmotore aus Lokomotiven ersetzt. Durch den Umbau 2015 konnte der Raumverbrauch für die Antriebsmotoren (nun zwei Scania-LKW-Motore des Typs DI16 080 mit Abgasnachbehandlung) deutlich reduziert werden. Die Antriebsmotoren leisten jeweils 385 kW. Der Kraftstoffverbrauch beträgt bei Volllast 205 g/(kW·h). Die Scheinleistung des elektrischen Generators beträgt 180 kVA.
An Bord stehen 282 Sitzplätze zur Verfügung, wovon 140 unter Deck liegen.

## Kosten
Die Gesamtinvestitionskosten der Renovierung lagen bei über 9,5 Millionen Euro. Davon für die Schiffssanierung rund 8,5 Millionen Euro, was in etwa dem Neubau eines Schiffes entsprechen würde. Für die Landküche wurden 800.000 Euro ausgegeben. Der Um- und Rückbau der vormaligen Österreich wurde durch private Mittel und öffentliche Fördergelder (z. B. Land Vorarlberg, Interreg) finanziert. Die öffentlichen Fördergelder betrugen insgesamt 2,2 Millionen Euro, davon 1,2 Millionen von Interreg.
Die Kosten für den weiteren Betrieb des Schiffes werden teilweise durch Patenschaften Privater und von Unternehmen aus der Region übernommen.

## Betrieb
Der Schaufelraddampfer Hohentwiel und die Oesterreich werden zusammen unter der Dachmarke Historische Schifffahrt Bodensee vermarktet und mit beiden Schiffen werden auch Charterfahrten durchgeführt (z. B. für Hochzeiten). Betrieben (Reederei) wird die Oesterreich von der Museumsschiff Oesterreich GmbH. Eigentümer des Schiffes ist der Förderverein Museumsschiff Oesterreich unterstützt vom Freundeskreis MS Oesterreich e. V.